# Playoffs NBA 1962
Navigation
Playoffs 1961 Playoffs 1963
Les playoffs NBA 1962 sont les playoffs de la saison NBA 1961-1962. Ils se terminent sur la victoire des Celtics de Boston face aux Lakers de Los Angeles 4 matches à 3 lors des Finales NBA.

## Fonctionnement
Dans chaque Division, les trois meilleures équipes sont qualifiées pour les playoffs au terme de la saison régulière. À l'Est, les équipes qualifiées sont :
1. les Celtics de Boston
2. les Warriors de Philadelphie
3. les Nationals de Syracuse

Les équipes qualifiées à l'Ouest sont :
1. les Royals de Cincinnati
2. les Pistons de Détroit
3. les Lakers de Los Angeles

Lors des Demi-finales de Division, le deuxième affronte le troisième dans une série au meilleur des trois matches. Le gagnant rencontre alors, en Finales de Division, le premier de la Division au meilleur des sept matches. Les deux gagnants se rencontrent lors des finales NBA, qui se jouent au meilleur des sept matches.

## Classements en saison régulière
| Champion de division | Qualifié pour les playoffs | Éliminé des playoffs |

| Division Est             | V  | D  | PCT  | GB |
| ------------------------ | -- | -- | ---- | -- |
| Celtics de Boston C      | 60 | 20 | 75.0 | -  |
| Warriors de Philadelphie | 49 | 31 | 61.3 | 11 |
| Nationals de Syracuse    | 41 | 39 | 51.3 | 19 |
| Knicks de New York       | 29 | 51 | 36.3 | 31 |

| Division Ouest        | V  | D  | PCT  | GB |
| --------------------- | -- | -- | ---- | -- |
| Lakers de Los Angeles | 54 | 26 | 67.5 | -  |
| Royals de Cincinnati  | 43 | 37 | 53.8 | 11 |
| Pistons de Détroit    | 37 | 43 | 46.3 | 17 |
| Hawks de Saint-Louis  | 29 | 51 | 36.3 | 25 |
| Packers de Chicago    | 18 | 62 | 22.5 | 36 |

C - Champions NBA

## Tableau
|  | Demi-finales de Division | Demi-finales de Division | Demi-finales de Division |                          |   | Finales de Division | Finales de Division | Finales de Division |  |  | Finales NBA | Finales NBA       | Finales NBA |
|  |                          |                          |                          |                          |   |                     |                     |                     |  |  |             |                   |             |
|  |                          |                          |                          |                          |   |                     |                     |                     |  |  |             |                   |             |
|  |                          | 1                        | Celtics de Boston        | 4                        |   |                     |                     |                     |  |  |             |                   |             |
|  | Division Est             | 1                        | Celtics de Boston        | 4                        |   |                     |                     |                     |  |  |             |                   |             |
|  |                          |                          | 3                        | Warriors de Philadelphie | 3 |                     |                     |                     |  |  |             |                   |             |
|  | 3                        | Nationals de Syracuse    | 3                        | Warriors de Philadelphie | 3 | 2                   |                     |                     |  |  |             |                   |             |
|  | 3                        | Nationals de Syracuse    |                          |                          |   | 2                   |                     |                     |  |  |             |                   |             |
|  | 2                        | Warriors de Philadelphie | 3                        |                          |   |                     |                     |                     |  |  |             |                   |             |
|  |                          |                          |                          |                          |   |                     |                     |                     |  |  | E1          | Celtics de Boston | 4           |
|  |                          |                          | O1                       | Lakers de Los Angeles    | 3 |                     |                     |                     |  |  |             |                   |             |
|  |                          |                          |                          |                          |   |                     |                     |                     |  |  |             |                   |             |
|  |                          |                          |                          |                          |   |                     |                     |                     |  |  |             |                   |             |
|  |                          | 1                        | Lakers de Los Angeles    | 4                        |   |                     |                     |                     |  |  |             |                   |             |
|  | Division Ouest           | 1                        | Lakers de Los Angeles    | 4                        |   |                     |                     |                     |  |  |             |                   |             |
|  |                          |                          | 2                        | Pistons de Détroit       | 2 |                     |                     |                     |  |  |             |                   |             |
|  | 3                        | Pistons de Détroit       | 2                        | Pistons de Détroit       | 2 | 3                   |                     |                     |  |  |             |                   |             |
|  | 3                        | Pistons de Détroit       |                          |                          |   | 3                   |                     |                     |  |  |             |                   |             |
|  | 2                        | Royals de Cincinnati     | 1                        |                          |   |                     |                     |                     |  |  |             |                   |             |

## Scores

### Demi-finales de Division

#### Division Est
- Warriors de Philadelphie - Nationals de Syracuse 3-2
  - 16 mars : Syracuse - Philadelphie 103-110
  - 18 mars : Philadelphie - Syracuse 97-82
  - 19 mars : Syracuse - Philadelphie 101-100
  - 20 mars : Philadelphie - Syracuse 99-106
  - 22 mars : Syracuse - Philadelphie 104-121

#### Division Ouest
- Royals de Cincinnati - Pistons de Détroit 3-1
  - 16 mars : Cincinnati - Detroit 122-123
  - 17 mars : Detroit - Cincinnati 107-129
  - 18 mars : Cincinnati - Detroit 107-118
  - 20 mars : Detroit - Cincinnati 112-111

### Finales de Division

#### Division Est
- Celtics de Boston - Warriors de Philadelphie 4-3
  - 24 mars : Philadelphie - Boston 89-117
  - 27 mars : Boston  - Philadelphie 106-113
  - 28 mars : Philadelphie - Boston 114-129
  - 31 mars : Boston - Philadelphie 106-110
  - 1er avril : Philadelphie - Boston 104-119
  - 3 avril : Boston - Philadelphie 99-109
  - 5 avril : Philadelphie - Boston 107-109

#### Division Ouest
- Lakers de Los Angeles - Pistons de Détroit 4-2
  - 24 mars : Detroit - Los Angeles 108-132
  - 25 mars : Detroit - Los Angeles 112-127
  - 27 mars : Los Angeles - Detroit 111-106
  - 29 mars : Los Angeles - Detroit 117-118
  - 31 mars : Detroit - Los Angeles 132-125
  - 3 avril : Los Angeles - Detroit 123-117

### Finales NBA
- Celtics de Boston - Lakers de Los Angeles 4-3
  - 7 avril : Los Angeles - Boston 108-122
  - 8 avril : Los Angeles - Boston 129-122
  - 10 avril : Boston - Los Angeles 115-117
  - 11 avril : Boston - Los Angeles 115-103
  - 14 avril : Los Angeles - Boston 126-121
  - 16 avril : Boston - Los Angeles 119-105
  - 18 avril : Los Angeles - Boston  107-110